# Salacia spectabilis
Salacia spectabilis là một loài thực vật có hoa trong họ Dây gối. Loài này được A.C. Sm. miêu tả khoa học đầu tiên năm 1940.